# Alcénone

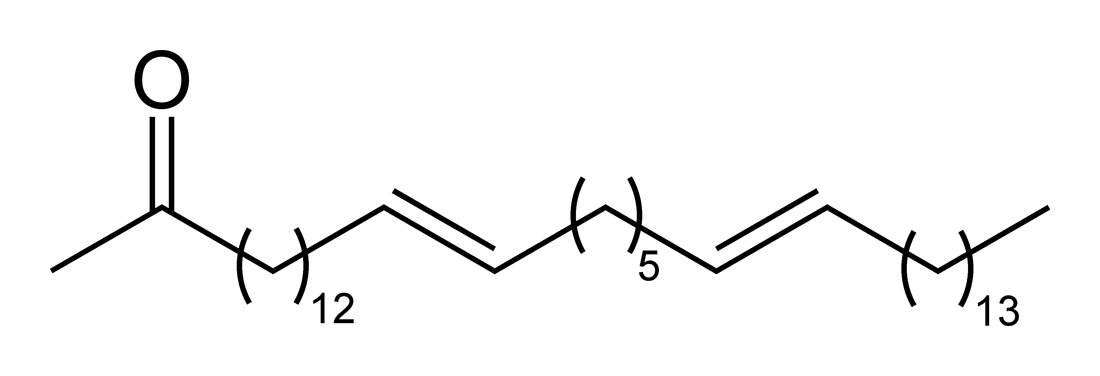
Alcénone C_{37:2}

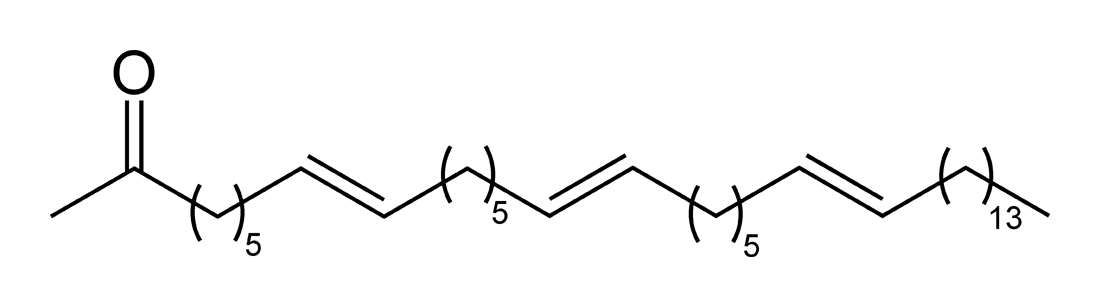
Alcénone C_{37:3}

Les alcénones (ou alkénones) sont des composés organiques (cétones) très résistants (et fossilisables) produits depuis des millions d'années par des algues phytoplanctoniques de la classe des Prymnesiophyceae. Leur rôle biologique exact dans la cellule reste débattu.

## Fossilisation
Les alcénones résistent à la diagenèse .  et peuvent être retrouvés dans des sédiments datant de plus de 110 millions d'années.

## Utilisation comme indicateur des climats passés
En biogéochimie, les alcénones sont utilisés comme indicateur climatique (« proxy ») pour la  paléoclimatologie, ce qui demande pour chaque époque géologique (depuis l'apparition de la vie) d'avoir bien identifié les organismes producteurs d'alcénones. 
Les coccolithophoridés (par ex. Emiliania huxleyi) répondent à un changement de la température de l'eau en modifiant la production d'alcénones insaturés à longue chaîne dans la structure de leur cellule : à température plus élevée, la production de molécules di-insaturées augmente par rapport à celle des molécules tri-insaturées.
La température de l'eau ambiante dans laquelle se sont développés les organismes peut être estimée par l'abondance relative des alcénones insaturés (C37-C39) préservés dans les sédiments marins. L'index d'insaturation des formes di- et tri-insaturées des alcénones C37 est calculé par la formule suivante : 
UK′37 = C37:2/(C37:2 + C37:3)
L'index d'insaturation peut ensuite être utilisé pour estimer la température de l'eau selon la relation expérimentale suivante :
T [°C] = (UK′37 - 0.039)/0.034
Cette méthode est aussi utilisable pour les périodes récentes, et par exemple utilisée pour l'étude du climat du dernier millénaire